# KkStB 20
Die Dampflokomotivreihe kkStB 20 war eine Schnellzug-Lokomotivreihe der k.k. österreichischen Staatsbahnen (kkStB), deren Lokomotiven ursprünglich von der Eisenbahn Pilsen–Priesen(–Komotau) stammten.
Die 20.11–16 entstanden von 1897 bis 1902 durch Umbau aus der Reihe kkStB 13, die ursprünglich EPPK-Nr. 1–6 waren.
Die 20.01–06 waren die ursprünglichen EPPK-Nr. 7–12.
Alle erhielten nach 1895 neue Kessel.
Die Tabelle gibt die Dimensionen mit diesen neuen Kesseln wieder.
Die EPPK-Nr. 1–6 wurden 1873 von Sigl in Wien, die EPPK-Nr. 7–12 1876 von der Wiener Neustädter Lokomotivfabrik geliefert.
Nach dem Ersten Weltkrieg kamen die verbliebenen Maschinen dieser Reihe zu den tschechischen Staatsbahnen (ČSD), die sie ausschied, ohne ihnen eine eigene Reihennummer zuzuweisen.